# Championnat de Guyane de football 2019-2020
Navigation
Saison précédente Saison suivante
La saison 2019-2020 est la cinquante-huitième édition du championnat de Guyane de football de Régionale 1 met aux prises douze clubs pour le titre de champion de Guyane.
La saison est interrompue le 12 mars 2020 à cause du confinement de la population dû à la pandémie du coronavirus. Il reste alors sept journées à jouer mais la Fédération française de football met fin à tous les championnats amateurs le 16 avril. Alors que l'Olympique de Cayenne menait de six points en tête du championnat, il n'est pas sacré champion pour la première fois de son histoire puisqu'aucun titre n'est décerné à l'issue de la saison. Finalement, le 12 mai suivant, la Fédération française de football accorde aux ligues régionales de décerner le titre de champion aux meneurs des championnats et l'Olympique de Cayenne est donc déclaré champion, seulement quelques mois après sa promotion dans l'élite régionale.

## Participants
Un total de douze équipes participent au championnat, dix d'entre elles étant déjà présentes la saison précédente, auxquelles s'ajoutent deux promus de deuxième division que sont l'Olympique de Cayenne et le SC Kouroucien qui remplacent l'US Sinnamary et l'ASC Ouest, relégués à l'issue de l'édition précédente.
| Équipe               | Classement 2018-2019 | Stade                     | Ville           |
| -------------------- | -------------------- | ------------------------- | --------------- |
| ASC Agouado          | 1                    | Stade de Moutendé         | Apatou          |
| ASC Le Geldar        | 2                    | Stade Bois Chaudat        | Kourou          |
| AS Étoile de Matoury | 3                    | Stade municipal           | Matoury         |
| US Matoury           | 4                    | Stade municipal           | Matoury         |
| Kourou FC            | 5                    | Stade Bois Chaudat        | Kourou          |
| CSC Cayenne          | 6                    | Stade Georges-Chaumet     | Cayenne         |
| FC Oyapock           | 7                    | Stade Grégoire Ho-A-Chuck | Saint-Georges   |
| AS Grand-Santi       | 8                    | Stade René Long           | Grand-Santi     |
| ASC Remire           | 9                    | Stade Edmard-Lama         | Remire-Montjoly |
| AJ Saint-Georges     | 10                   | Stade Georges-Chaumet     | Cayenne         |
| Olympique de Cayenne | (R2)                 | Stade Georges-Chaumet     | Cayenne         |
| SC Kouroucien        | (R2)                 | Stade Bois Chaudat        | Kourou          |

| \| Cayenne : CSC Cayenne Olympique de Cayenne AJ Saint-Georges Kourou : ASC Le Geldar Kourou FC SC Kouroucien Cayenne Kourou ASC Agouado US Matoury AS Étoile de Matoury FC Oyapock ASC Remire AS Grand-Santi \| Localisation des équipes engagées. |
| Cayenne : CSC Cayenne Olympique de Cayenne AJ Saint-Georges Kourou : ASC Le Geldar Kourou FC SC Kouroucien Cayenne Kourou ASC Agouado US Matoury AS Étoile de Matoury FC Oyapock ASC Remire AS Grand-Santi                                          |

| Cayenne : CSC Cayenne Olympique de Cayenne AJ Saint-Georges Kourou : ASC Le Geldar Kourou FC SC Kouroucien Cayenne Kourou ASC Agouado US Matoury AS Étoile de Matoury FC Oyapock ASC Remire AS Grand-Santi |

## Compétition

### Format
Les douze équipes affrontent à deux reprises les onze autres équipes selon un calendrier tiré aléatoirement. En raison de la pandémie, seule la dernière équipe est reléguée afin de permettre au championnat de Régionale 1 de passer à quinze clubs lors de la saison 2020-2021.

### Classement
Le classement est établi sur le barème de points classique (victoire à 4 points, match nul à 2, défaite à 1). Voici le classement au moment de l'arrêt de la compétition, avec la méthode des quotients homologuée par le comité directeur de la Ligue de football de la Guyane le 26 juin 2020.
| \| Rang \| Équipe \| Pts \| J \| G \| N \| P \| Bp \| Bc \| Diff \| \| ---- \| ---------------------- \| --------- \| -- \| -- \| - \| -- \| -- \| -- \| ---- \| \| 1 \| Olympique de Cayenne P \| 51 (3,40) \| 15 \| 11 \| 3 \| 1 \| 36 \| 15 \| +21 \| \| 2 \| ASC Le Geldar \| 45 (3,00) \| 15 \| 9 \| 3 \| 3 \| 32 \| 14 \| +18 \| \| 3 \| US Matoury \| 41 (2,92) \| 14 \| 8 \| 3 \| 3 \| 22 \| 10 \| +12 \| \| 4 \| AS Grand-Santi -2 \| 39 (2,64) \| 15 \| 7 \| 5 \| 3 \| 21 \| 18 \| +3 \| \| 5 \| ASC Agouado T \| 37 (2,60) \| 14 \| 7 \| 2 \| 5 \| 27 \| 22 \| +5 \| \| 6 \| FC Oyapock \| 36 (2,57) \| 14 \| 6 \| 4 \| 4 \| 26 \| 20 \| +6 \| \| 7 \| AS Étoile de Matoury-1 \| 38 (2,53) \| 15 \| 7 \| 3 \| 5 \| 36 \| 23 \| +13 \| \| 8 \| CSC Cayenne \| 34 (2,27) \| 15 \| 6 \| 1 \| 8 \| 19 \| 28 \| -9 \| \| 9 \| ASC Remire \| 28 (1,87) \| 15 \| 3 \| 4 \| 8 \| 15 \| 21 \| -6 \| \| 10 \| SC Kouroucien P \| 28 (1,87) \| 15 \| 4 \| 1 \| 10 \| 18 \| 39 \| -21 \| \| 11 \| AJ Saint-Georges \| 24 (1,71) \| 14 \| 3 \| 1 \| 10 \| 23 \| 39 \| -16 \| \| 12 \| Kourou FC \| 20 (1,33) \| 15 \| 1 \| 2 \| 12 \| 13 \| 39 \| -26 \| | - Champion et qualifié pour le Caribbean Club Shield 2021 - Équipe reléguée T : Tenant du titre P : Promu de Régional 2 |           |    |    |   |    |    |    |      |
| Rang | Équipe | Pts       | J  | G  | N | P  | Bp | Bc | Diff |
| 1 | Olympique de Cayenne P                                                                                                  | 51 (3,40) | 15 | 11 | 3 | 1  | 36 | 15 | +21  |
| 2 | ASC Le Geldar | 45 (3,00) | 15 | 9  | 3 | 3  | 32 | 14 | +18  |
| 3 | US Matoury | 41 (2,92) | 14 | 8  | 3 | 3  | 22 | 10 | +12  |
| 4 | AS Grand-Santi -2 | 39 (2,64) | 15 | 7  | 5 | 3  | 21 | 18 | +3   |
| 5 | ASC Agouado T | 37 (2,60) | 14 | 7  | 2 | 5  | 27 | 22 | +5   |
| 6 | FC Oyapock | 36 (2,57) | 14 | 6  | 4 | 4  | 26 | 20 | +6   |
| 7 | AS Étoile de Matoury-1                                                                                                  | 38 (2,53) | 15 | 7  | 3 | 5  | 36 | 23 | +13  |
| 8 | CSC Cayenne | 34 (2,27) | 15 | 6  | 1 | 8  | 19 | 28 | -9   |
| 9 | ASC Remire | 28 (1,87) | 15 | 3  | 4 | 8  | 15 | 21 | -6   |
| 10 | SC Kouroucien P | 28 (1,87) | 15 | 4  | 1 | 10 | 18 | 39 | -21  |
| 11 | AJ Saint-Georges | 24 (1,71) | 14 | 3  | 1 | 10 | 23 | 39 | -16  |
| 12 | Kourou FC | 20 (1,33) | 15 | 1  | 2 | 12 | 13 | 39 | -26  |

## Bilan du tournoi
| Championnat de Guyane de football 2019-2020         |                                  |
| Champion                                            | Olympique de Cayenne (1er titre) |
| Dauphin                                             | ASC Le Geldar                    |
| Qualifications continentales                        |                                  |
| Championnat des clubs caribéens de la CONCACAF 2021 | Olympique de Cayenne             |
| Promotions et relégations                           |                                  |
| Promus en Régional 1                                | ASC Arc-en-Ciel                  |
| Promus en Régional 1                                | Loyola OC                        |
| Promus en Régional 1                                | US Sinnamary                     |
| Promus en Régional 1                                | ASC Ouest                        |
| Relégués en Régional 2                              | Kourou FC                        |